# 靈犬萊西 (2014年動畫)
《靈犬萊西》（英語：Lassie）也稱為《新萊西歷險記》（英語：The New Adventures of Lassie）是一部2014年電視動畫，改編自英國作家艾瑞克·奈特的作品《靈犬萊西》。
在美國，該劇在派拉蒙全球的串流媒體服務Paramount+上發布。

## 外部連結
- Lassie on Paramount+ （页面存档备份，存于）

- 互联网电影数据库（IMDb）上《靈犬萊西》的资料（英文）